# Asplenium antrophyoides
Asplenium antrophyoides är en svartbräkenväxtart som beskrevs av Christ. Asplenium antrophyoides ingår i släktet Asplenium och familjen Aspleniaceae. Inga underarter finns listade.